# Kinkajmy
Kinkajmy (deutsch Kinkeim) ist ein Ort in der polnischen Woiwodschaft Ermland-Masuren. Er gehört zur Gmina Bartoszyce (Landgemeinde Bartenstein) im Powiat Bartoszycki (Kreis Bartenstein (Ostpr.)).

## Geographische Lage
Kinkajmy liegt am Nordufer des Jezioro Kinkajmskie (deutsch Kinkeimer See) in der nördlichen Mitte der Woiwodschaft Ermland-Masuren, 27 Kilometer südlich der früheren und heute auf russischem Hoheitsgebiet gelegenen Kreisstadt Friedland (russisch Prawdinsk) bzw. sechs Kilometer südöstlich der heutigen Kreismetropole Bartoszyce (deutsch Bartenstein).

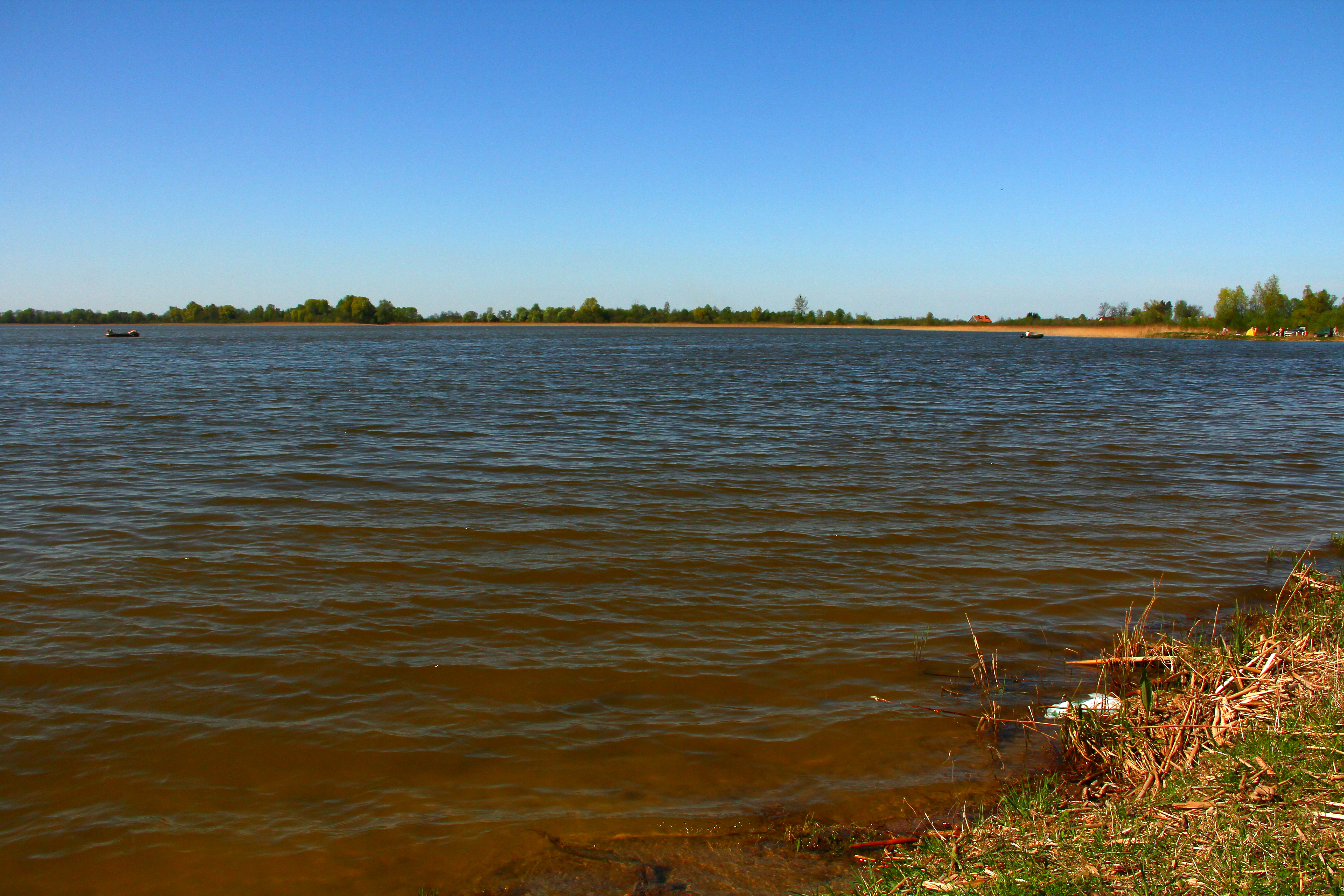
Der Kinkeimer See (Jez. Kinkajmskie)

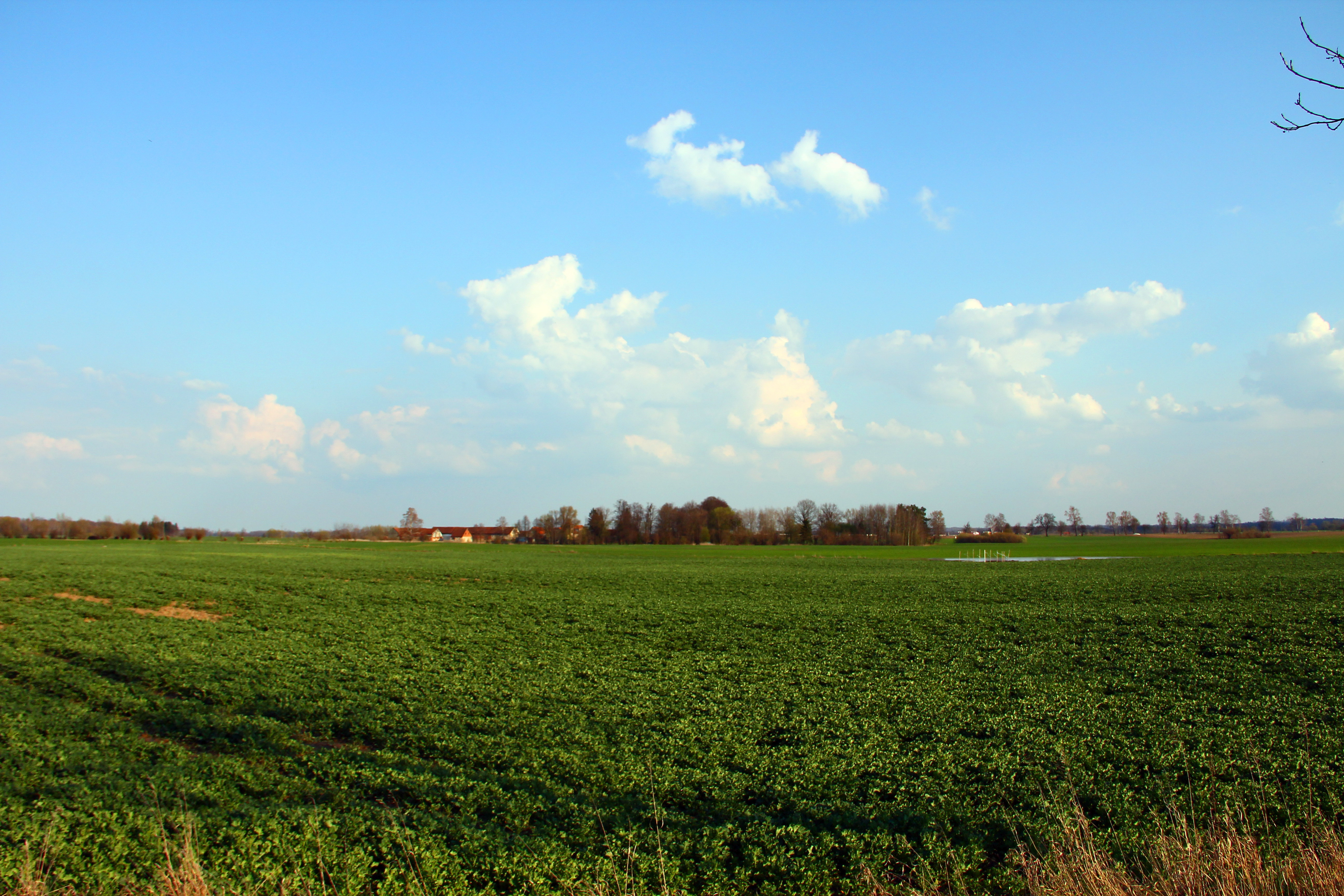
Blick auf Kinkajmy (am Horizont)

## Geschichte

### Ortsgeschichte
Der Gutsort Kinkam wurde 1440 erstmals urkundlich erwähnt und nach 1570 Kinckeim, nach 1774 Kinkain, um 1785 Kinkein und nach 1785 Kinkeim genannt.
Besitzer auf Kinkeim waren im 15. Jahrhundert Heinrich Voß, 1570 Familie von Eylenburg, 1655 Familie von Pudewils, 1718 Familie von Ströhm, 1740 Familie  von Geßler, 1750 Familie von Korf, 1801 Familie von Lengefeld und 1822 Familie Kowalski.
Am 11. Juni 1874 wurde Kinkeim Amtsdorf und damit namensgebend für einen Amtsbezirk im Kreis Friedland (er wurde 1927 in „Kreis Bartenstein (Ostpr.)“ umbenannt), Regierungsbezirk Königsberg, in der preußischen Provinz Ostpreußen. Eingegliedert waren anfangs neun Dörfer, am Ende waren es aufgrund struktureller Änderungen noch drei.
Aus dem Gutsbezirk Kinkeim wurden 1874 die Gutsbezirke Fuchshöfen (polnisch Lisówka), Hilff (Gile) und Nohnen (Nuny) herausgebildet und verselbständigt. Die Zahl der Einwohner Kinkeims belief sich im Jahre 1910 auf 95.
Am 30. September 1928 schlossen sich die Gutsbezirke Hilff und Kinkeim zur neuen Landgemeinde Kinkeim, jetzt im Kreis Bartenstein, zusammen. Die Zahl der Einwohner stieg bis 1933 auf 173 und betrug 1939 noch 161.
Letzte Eigentümer auf Kinkeim waren ab 1886 Rudolf und Helene Wegel. Das Gut umfasste seinerzeit 317 Hektar. 1945 ging das Ehepaar auf die Flucht, kehrte jedoch zurück und verlebten die letzten Tag in Ernsthof (polnisch Ceglarki). Ihre drei Söhne waren im Krieg gefallen. Als die Wegels miterlebten, wie ihr Gutshaus in Kinkeim und ihr ganzer Besitz verloren gingen, wählten sie den Freitod.
Als 1945 das gesamte südliche Ostpreußen an Polen fiel, bekam Kinkeim die polnische Namensform „Kinkajmy“. Heute ist das Dorf eine Osada (= „Siedlung“) innerhalb der Landgemeinde Gmina Bartoszyce (Bartenstein) im Powiat Bartoszycki (Kreis Bartenstein (Ostpr.)), von 1975 bis 1998 der Woiwodschaft Olsztyn, seither der Woiwodschaft Ermland-Masuren zugehörig.

### Amtsbezirk Kinkeim (1874–1945)
Der Amtsbezirk Kinkeim umfasste diese Dörfer:
| Deutscher Name         | Polnischer Name | Anmerkungen                                  |
| ---------------------- | --------------- | -------------------------------------------- |
| Aßmanns                | Witki           | 1928 nach Tromitten eingegliedert            |
| Fuchshöfen             | Lisówka         | 1928 nach Tromitten eingegliedert            |
| Hilff                  | Gile            | 1928 nach Kinkeim eingegliedert              |
| Kinkeim                | Kinkajmy        |                                              |
| Mekienen               | Mekiny          | 1928 nach Tromitten eingegliedert            |
| Nohnen (Dorf)          | Nuny            | 1928 in den Amtsbezirk Maxkeim umgegliedert  |
| Nohnen (Gut)           | Nuny            | 1928 nach Nohnen (Dorf) eingemeindet         |
| Tromitten              | Tromity         |                                              |
| Wordommen              | Wardomy         | 1928 in den Amtsbezirk Maxkeim umgegliedert  |
| ab 30.6.1928: Sandlack | Sędławki        | bis 1928 zum Amtsbezirk Rothgörken zugehörig |

Im Jahre 1945 bildeten nur noch Kinkeim, Sandlack und Wordommen den Amtsbezirk Kinkeim.

## Religion

### Christentum
Bis 1945 war Kinkeim in die evangelische Stadtkirche in Bartenstein (Bartoszyce) in der Kirchenprovinz Ostpreußen der Kirche der Altpreußischen Union, außerdem in die römisch-katholische Kirche St. Bruno in der Kreisstadt, im damaligen Bistum Ermland gelegen, eingepfarrt.
Auch heute hat Kinkajmy katholischerseits eine eigene Kirche, die eine Filialkirche zu Łabędnik (Groß Schwansfeld) ist, dem Erzbistum Ermland zugehörig. Evangelischerseits besteht weiterhin der Bezug zur Kreisstadt, deren Kirchengemeinde jetzt eine Filialgemeinde der Johanneskirche in Kętrzyn (Rastenburg) in der Diözese Masuren der Evangelisch-Augsburgischen Kirche in Polen ist.

## Verkehr
Kinkajmy liegt an der verkehrsreichen polnischen Woiwodschaftsstraße 592 (frühere deutsche Reichsstraße 135), die die Kreisstädte Bartoszyce (Bartenstein), Kętrzyn (Rastenburg) und Giżycko (Lötzen) miteinander verbindet. Eine von Tromity (Tromitten) über Lisówka (Fuchshöfen) kommende Nebenstraße endet in Kinkajmy.
Wiatrowiec (Wöterkeim) war bis 2002 die nächste Bahnstation. Sie lag an der Bahnstrecke (Königsberg–) Bartenstein–Rastenburg–Lyck. Der Teilabschnitt (Glommen–) Bartenstein–Korschen wurde 2002 aufgegeben.